# Lienardia punctilla
Lienardia punctilla é uma espécie de gastrópode do gênero Lienardia, pertencente a família Clathurellidae.